# Klanac (ruralna cjelina)
Ruralna cjelina Klanac, ruralna cjelina Klanca, zaseok Prisoja, dio sela Dicma.

## Opis
Nastala je tijekom 19. i 20. stoljeća.

## Zaštita
Pod oznakom P-5128 zavedena je kao nepokretno kulturno dobro - kulturno-povijesna cjelina, pravna statusa preventivno zaštićena kulturnog dobra, klasificirano kao "kulturno-povijesna cjelina".